# Hjalmar Bergström
Hjalmar Karl Bergström (Kungälv, 19 gennaio 1907 – Umeå, 30 marzo 2000) è stato un fondista svedese.

## Biografia
Originario di Lövön di Kungälv, ai Mondiali di Zakopane del 1929 conquistò la medaglia di bronzo nella 18 km, dietro ai finlandesi Veli Saarinen e Anselm Knuutila e giunse sesto nella 50 km.
Non partecipò ai III Giochi olimpici invernali di Lake Placid 1932, ma ai Mondiali del 1933, a Innsbruck, andò a medaglia in tutte e tre le gare di fondo previste: fu argento nella 18 km, bronzo nella 50 km e oro nella staffetta 4x10 km, insieme con Per-Erik Hedlund, Sven Utterström e Nils-Joel Englund.
Ai IV Giochi olimpici invernali di Garmisch-Partenkirchen 1936, sua unica partecipazione olimpica, fu quarto nella 50 km.

## Palmarès

### Mondiali
- 4 medaglie:
  - 1 oro (staffetta a Innsbruck 1933)
  - 1 argento (18 km a Innsbruck 1933)
  - 2 bronzi (18 km a Zakopane 1929; 50 km a Innsbruck 1933)